# 傑琳·考夫
傑琳·考夫（英語：Jaelin Kauf，1996年9月26日—），美國自由式滑雪運動員，她代表美國隊參加了中國舉行的2022年冬季奧林匹克運動會，並且在女子雪上技巧比賽上獲得銀牌。